# Peine de mort dans l'État de New York

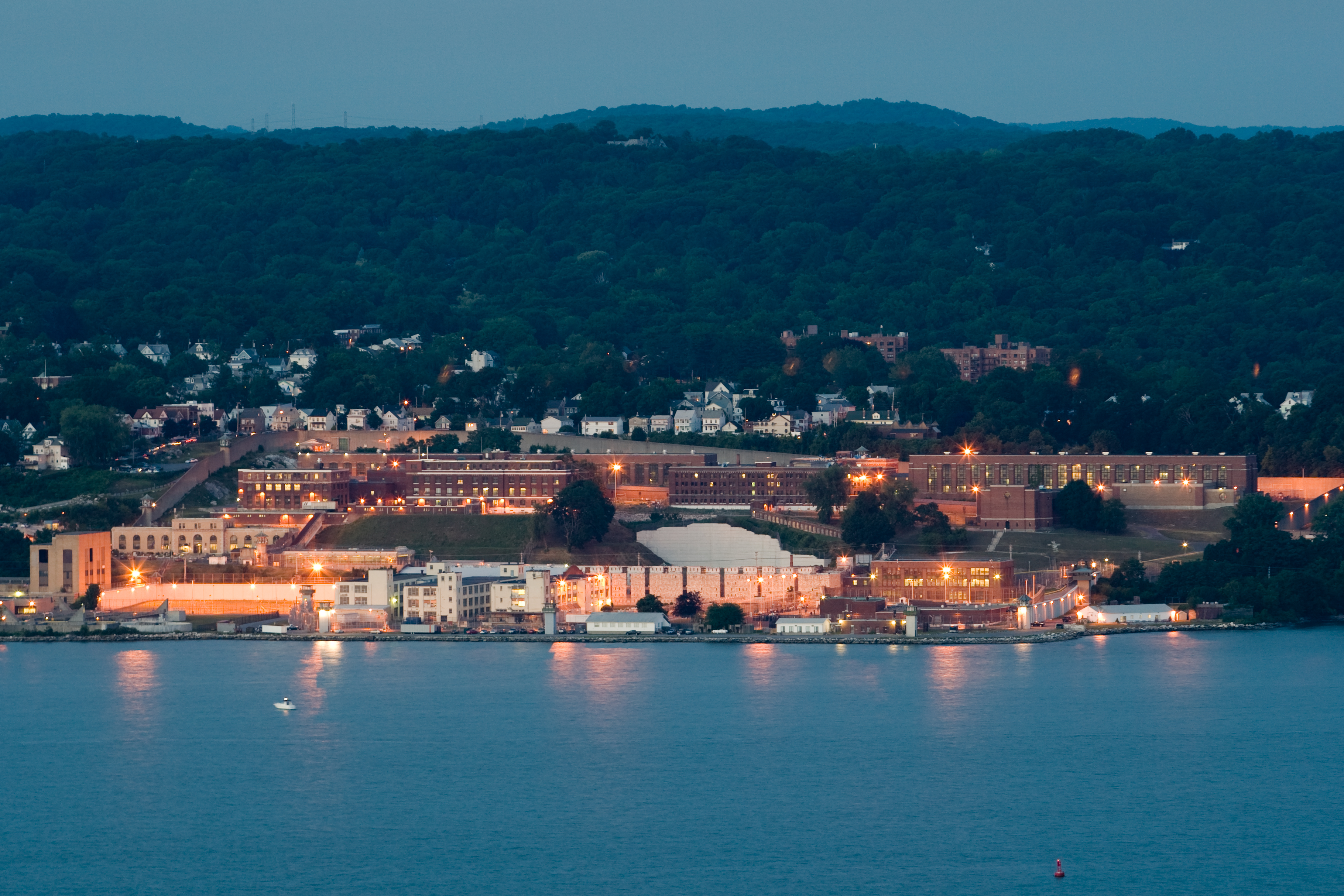
C'est dans le centre correctionnel de Sing Sing que se trouvait la chambre d'exécution de New York avant son abolition en 1972.

Bien que cela soit possible depuis 1972, l'État de New York n'a rétabli la peine de mort qu'en 1995 pour une gamme de crimes assez large semblable aux autres États, une promesse qui avait favorisé l'élection du gouverneur George Pataki alors que les gouverneurs précédents y avait mis leur veto systématiquement.
La pendaison fut la méthode de mise à mort employée dans l'État, jusqu'à l'adoption de la chaise électrique en 1887. Ce fut d'ailleurs dans l'établissement correctionnel d'Auburn que William Kemmler fut le premier condamné à mort au monde à être exécuté pour meurtre par cette méthode, le 6 août 1890. En 1995, depuis la réintroduction de la peine capitale dans la législation pénale de l'État, l'injection létale est le mode d'exécution retenu.
Au début des années 1970, la chaise électrique de New York, baptisée « Old Sparky », est déplacée à l'établissement correctionnel de Green Haven depuis l'établissement correctionnel de Sing Sing.
Seules sept condamnations à mort ont été prononcées, en raison de la très bonne qualité de la représentation juridique imposée par le projet de loi. Le procureur Robert Johnson du Bronx s'était vu retirer une affaire par le gouverneur car il refusait de demander la peine de mort en toutes circonstances. La loi prévoyait que si le jury n'est pas unanime pour voter soit la mort, soit la perpétuité réelle, le juge déciderait seul de la sentence dont le maximum est la perpétuité réelle et le minimum la perpétuité avec 20-25 ans incompressibles.
En 2004 la Cour suprême de l'État de New York (Court of Appeals) a jugé par quatre voix contre trois que la législation était anticonstitutionnelle car elle pouvait forcer certains jurés à voter la peine de mort à contrecœur de crainte de voir le criminel sortir au bout de 25 ans (People v. Lavalle). En 2007, la dernière condamnation à mort encore en suspens a été annulée (People v. Taylor) et la peine de mort est donc de facto supprimée, la législature n'ayant adopté de nouvelle loi sur la peine de mort conforme aux exigences constitutionnelles. Cependant, il faut comprendre qu'aux États-Unis une disposition déclarée inconstitutionnelle ne disparaît pas des textes même si elle est inapplicable, la peine de mort figure toujours dans la loi (et la Constitution de l'État de New York y fait également référence, précisant que l'on ne peut abandonner le droit au jury si la peine encourue est la mort ).
Le gouverneur David Paterson a ordonné en 2008 que la salle d'exécution jamais utilisée soit désaffectée. La commission des lois de la Chambre des députés refuse de débattre de cette question car la peine de mort coûterait trop cher. Le Sénat a toutefois adopté le 27 mai 2008 une loi rétablissant la peine de mort dans les conditions voulues par la Cour pour les meurtres de policiers et de gardiens de prison,, mais ce genre d'initiatives n'a apparemment aucune chance sérieuse d'aboutir.
Ronell Wilson a été condamné à mort par la justice fédérale en 2007 pour le meurtre de deux inspecteurs (les procureurs fédéraux ont pris l'initiative de ne pas laisser l'État de New York le juger pour requérir la peine capitale). Cependant sa condamnation a été annulée en appel en 2010, et il sera rejugé.

### Sources
- (en) La peine de mort à New York
- (en) Sondages en 2007 sur la peine de mort à New York